# Donja Barica
Donja Barica (szerbül: Доња Барица), falu Bosznia-Hercegovinában, Brod községben, a Szerb Köztársaság északi régiójában. Az addig egységes Baricát 1985-ben választották szét Barica Donjára és Barica Gornjára, majd 1990-ben a két település nevét Donja Baricára és Gornja Baricára változtatták.

## Fekvése
A település Bosznia-Hercegovina északi részén, Dobojtól légvonalban 36, közúton 51 km-re északra, községközpontjától légvonalban 11, közúton 15 km-re dél-délnyugatra, a Száva jobb oldali mellékvizének az Ukrinának a bal partján, 95-98 méteres magasságban fekszik.

## Népessége
| Nemzetiségi csoport | Népesség 1991 | Népesség 2013 |
| ------------------- | ------------- | ------------- |
| Szerb               | 292           | 90            |
| Bosnyák             | 1             | 0             |
| Horvát              | 1             | 0             |
| Jugoszláv           | 2             | 0             |
| Egyéb               | 0             | 0             |
| Összesen            | 296           | 90            |

## Története
Barica település 1878-ig tartozott az Oszmán Birodalomhoz. Ekkor a berlini kongresszus határozata alapján az Osztrák-Magyar Monarchia része lett. 1879-ben az első osztrák-magyar népszámlálás során a Brodi járáshoz tartozó Barica településnek 106 háztartása, 186 ortodox és 524 római katolikus lakosa volt. 1910-ben a Derventai járáshoz tartozó településen 49 háztartást, 4 római katolikus és 248 ortodox lakost találtak. A monarchia szétesésével 1918-ban előbb a Szerb-Horvát-Szlovén Királyság, majd 1929-től a Jugoszláv Királyság része lett. 1921-ben a Derventai járáshoz tartozó településnek 266 lakosa volt, közülük 6 római katolikus és 260 ortodox volt. Az 1929-es törvény értelmében, amikor Bosznia-Hercegovinát négy banovinára, Drinskára, Vrbaskára, Zetskára és Primorskára osztották, a település a Vrbaska banovina (Orbászi Bánság) része lett, amelynek székhelye Banja Luka volt. 1939-ben a közigazgatás átszervezésével a Hrvatska banovina (Horvát Bánság) része lett.
A második világháborúban Jugoszlávia megszállása után a Független Horvát Állam (NDH) része lett. A második világháború után 1992-ig a település a szocialista Jugoszlávia keretében a Bosznia-Hercegovinai Népköztársaság része volt. A boszniai háborút lezáró daytoni békeszerződés rendelkezése alapján az ország területét felosztották a Bosznia-hercegovinai Föderáció és a boszniai Szerb Köztársaság között. A békeszerződés utáni területmegosztási megállapodás értelmében a település a Boszniai Szerb Köztársasághoz került. 

## Nevezetességei
Szent Illés Próféta tiszteletére szentelt ortodox temploma. A templom mérete 7x5 méter, építése 1994-ben kezdődött. A kész templomot 1997. augusztus 2-án szentelte fel Vaszilje, Zvornik-Tuzla püspöke. A tölgyfa ikonosztázt és a fafaragásos ikonokat Boban Suvajac készítette a Prnjavor melletti Ilováról. A templomot élénk színű festéssel festette meg Teodor Kesić belgrádi művész 2018-ban, majd 2018. augusztus 2-án Fotije, Zvornik-Tuzla püspöke szentelte fel.